# Кит, Марсия
Марсия Кит (англ. Marcia Keith, 10 сентября 1859—1950) — американский физик, преподавательница физики для женщин, член Американского физического общества со дня его основания.

## Биография
Марсия Кит родилась в 1858 г. в Броктоне (Массачусетс). Её родителями были Арза и Мэри Энн Кит.
Марсия училась в колледже Маунт-Холиок (Mount Holyoke College), в 1892 г. получив степень бакалавра. В 1887—1889 гг. училась в Вустерском политехническом институте, в 1887—1888 гг. — в Берлинском университете. Летом 1901 г. Кейт посещала Чикагский университет.
С 1876 по 1879 гг. Марсия преподавала в публичной школе Массачусетса. Четыре года спустя с 1883 г. по 1885 гг. она преподавала естественные науки в Мичиганской семинарии в Каламазу (Мичиган). С 1885 г. Марсия была преподавательницей математики в Маунт-Холиоке, а затем стала первой школьной преподавательницей, получившей на отделении физики полную ставку. С 1889 по 1903 гг. Марсия возглавляла отделение физики. В 1904 г. она преподавала в Нортоне (Массачусетс). Она преподавала в колледже Lake Erie College с 1905 по 1906 гг.
Марси Кит считается пионером в высшем образовании женщин в области физики. Предполагается, она была первой, кто предложил студентам индивидуальные лабораторные работы, также она ввела практику проведения коллоквиумов. Сама она вела физические исследования, изучая, в частности, теплопроводность газов при низких температурах. С 1906 по 1908 гг. она работала инженером-консультантом в фирме Герберта Кейта в Нью-Йорке.
В 1899 г. она участвовала в создании Американского физического общества, одной из первых став его членом.